# Ibis olbrzymi
Ibis olbrzymi (Pseudibis gigantea) – gatunek dużego ptaka z rodziny ibisów (Threskiornithidae). Występuje w północnej Kambodży i skrajnie południowym Laosie. Dawniej zasięg obejmował Indochiny, współcześnie znacznie ograniczony. Gatunek krytycznie zagrożony wyginięciem.

## Taksonomia
Po raz pierwszy gatunek opisał Émile Oustalet w 1877. Holotyp pochodził z Sambor u wybrzeża Mekongu w Kambodży. Autor nadał nowemu gatunkowi nazwę Ibis gigantea. Obecnie (2021) Międzynarodowy Komitet Ornitologiczny umieszcza ibisa olbrzymiego w rodzaju Pseudibis. Nie wyróżnia podgatunków, podobne jak autorzy HBW. Gatunek bywa umieszczany w monotypowym rodzaju Thaumatibis (Elliot, 1877). Taką klasyfikację zastosowano na przykład w HBW, Storks, Ibises and Spoonbills of the World (1992). Gatunek jest również klasyfikowany przez IUCN pod tą nazwą.

## Morfologia
Długość ciała wynosi 102–106 cm; masa ciała jednego zbadanego samca: 3515 g. Samice są przeciętnie nieznacznie mniejsze w wymiarach ciała, nie różnią się upierzeniem. Podstawową barwą w upierzeniu jest brąz i jego odcienie. Niższą część szyi pokrywają zielonawobrązowe pióra o szarych krawędziach. Grzbiet ciemnobrązowy, zielono opalizujący. Barkówki ciemnobrązowe. Lotki I rzędu ciemnobrązowe (czarniawe), zaś lotki II rzędu ciemnozielone, podobnie jak pokrywy skrzydłowe. Końcówki złożonych skrzydeł sięgają końcówki ogona. Głowa i górna część szyi nagie, pokryte czarną skórą, z tyłu szyi ułożoną na wzór pasów. Głowę wyróżnia duży rozmiar i niemal kwadratowy kształt. Dziób brązowy, również o nieco kukurydzianym zabarwieniu lub jasnobrązowy. Nogi mają barwę od czerwonej po fioletową, opisywane również jasne słomkowobrązowe.

## Zasięg występowania
Współcześnie zasięg ograniczony jest do północnej Kambodży i skrajnie południowego Laosu (ponownie odkryty w 1993). W 2003 doniesiono o ponownym odkryciu w Wietnamie. W Tajlandii wymarły. Zasięg jest znacznie ograniczony, dawniej ibisy olbrzymie były bardziej rozpowszechnione w Indochinach. Zamieszkiwały południowo-wschodnią i położoną na półwyspie część Tajlandii, centralny i południowy Laos, Kambodżę i południowy Wietnam.

## Ekologia i zachowanie
Środowiskiem życia ibisów olbrzymich są położone na nizinach jeziora, bagna, sezonowo zalewane mokradła i pola ryżowe. Pojawiają się również w świetlistych nizinnych lasach, głównie z drzewami zrzucającymi liście i dwuskrzydlcowatymi. Wydają się polegać na miękkim błocie powstającym wokół sezonowych zbiorników. Przebywają samotnie, w parach lub niewielkich grupach. Żywią się różnorodnymi bezkręgowcami, skorupiakami, węgorzami, małymi płazami bezogonowymi i gadami. Są dość skrytymi ptakami. Na początku lat 90. XX wieku o zwyczajach, w tym lęgowym, ibisów olbrzymich nie wiedziano niemal nic.

### Lęgi
Lęgi ibisa olbrzymiego poznano dopiero niedawno. W 2001 jedyną dostępną informacją była ta pochodząca od mieszkańca wsi Dong Khanthung (Prowincja Champasak, Laos), który wspominał spłoszenie dorosłego ptaka z gniazda w czerwcu 1997. Gniazdo prawdopodobnie zawierało dwa lub trzy młode i mieściło się na drzewie o wysokości 10–15 m. Kolejne informacje o lęgach pozyskano w 2008, 2009 i 2015. Ibisy olbrzymie gniazdują na drzewach, preferują duże dwuskrzydla (Dipterocarpus); 90% wybieranych drzew należy do pospolitych gatunków dwuskrzydlcowatych. Przeważnie wybierają miejsca oddalone od ludzkich siedlisk o co najmniej 4 km. Zniesienie prawdopodobnie niemal zawsze liczy 2 jaja. Okres inkubacji podczas jednego badania ustalono na 32 ± 1,16 dni, a czas od wyklucia do opierzenia młodych – na 70 ± 4,64 dni.

## Status i zagrożenia

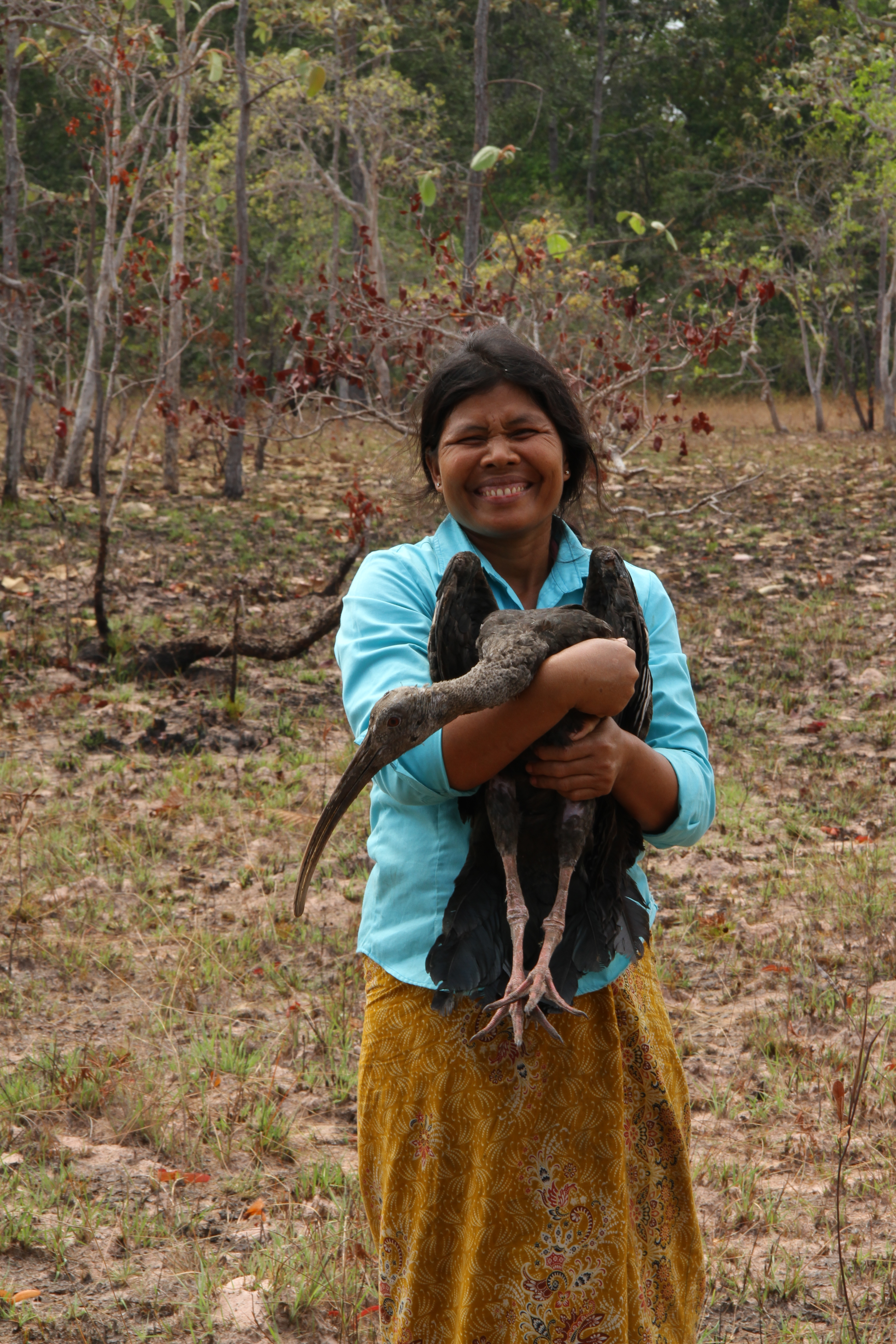
W działania ochronne zaangażowana jest także lokalna ludność. Na zdjęciu Kambodżanka, która opiekowała się trzymanym przez siebie ibisem po tym, jak wypadł z gniazda

IUCN uznaje ibisa olbrzymiego za gatunek krytycznie zagrożony wyginięciem nieprzerwanie od 1988 (stan w 2021). W 2014 liczebność populacji szacowano na 194 dorosłe osobniki. BirdLife International uznaje trend liczebności populacji za spadkowy. W drugiej połowie XX wieku rozpoczął się intensywny spadek liczebności. Po obserwacjach w latach 60. XX wieku przedstawicieli gatunku nie obserwowano i obawiano się o wymarcie, co zmieniło dopiero ponowne odkrycie w Laosie w 1993. Liczebność ibisów olbrzymich zaczęła maleć wskutek odłowu i zbierania jaj, osuszania bagien pod tereny rolnicze (w tym plantacje, między innymi manioku i teczyny) oraz wycinki. W 2015 za największe ówcześnie zagrożenie uznano przekształcanie środowiska na dużą skalę wskutek działalności ekonomicznej.